# Microgobius meeki
Microgobius meeki là một loài cá biển thuộc chi Microgobius trong họ Cá bống trắng. Loài cá này được mô tả lần đầu tiên vào năm 1899.

## Từ nguyên
Từ định danh meeki được đặt theo tên của Seth Eugene Meek, nhà ngư học người Mỹ, từng làm việc tại Bảo tàng Lịch sử Tự nhiên Field (Chicago).

## Phân bố và môi trường sống
M. meeki có phân bố dọc theo Tây Đại Tây Dương, từ ngoài khơi Puerto Rico dọc theo bờ biển Trung Mỹ và Nam Mỹ tới Santos (Brasil).
M. meeki thường được tìm thấy trên đáy bùn ở khu vực rừng ngập mặn và cửa sông, độ sâu có thể đạt đến 36 m. Chúng có thể thích nghi được ở vùng nước siêu mặn.

## Mô tả
Chiều dài cơ thể lớn nhất được ghi nhận ở M. meeki là 10 cm. Cá đực có màu nâu, sẫm hơn ở thân trên, có một đốm sẫm bên dưới gốc vây lưng (viền trước và sau bằng các vệt màu xanh lam). Một sọc xanh dọc theo lườn trên đến gốc vây đuôi. Má và nắp mang có 2 sọc xanh chéo. Vây lưng trước nhiều chấm nâu. Cá cái có thân dưới nhạt màu, đốm dưới gốc vây lưng rất rõ, nửa trên của vây đuôi có một số đốm lớn.
Số gai vây lưng: 7 (các gai vươn rất dài ở cá đực); Số tia vây lưng: 15–17; Số gai vây hậu môn: 1; Số tia vây hậu môn: 15–17; Số gai vây bụng: 1; Số tia vây bụng: 5; Số tia vây ngực: 19–23.

## Sinh thái
M. meeki là một chỉ thị sinh học tiềm năng để đánh giá chất lượng vùng cửa sông và rừng ngập mặn ở Brasil. Những cá thể có tuyến sinh dục trưởng thành và tỉ lệ kiếm ăn cao đồng nghĩa môi trường sống của chúng không bị xáo trộn.